# 馮丹香
冯丹香（?—?），字燕山，号窦枝，浙江慈溪县人。清朝政治人物。

## 生平
乾隆二十八年（1763年）癸未科进士，补福建瓯宁县知县，迁吉州知州。工诗，善书。著作有《杂钞》l卷。